# Stéphane Nomis
Stéphane Nomis (23 de octubre de 1970, Versailles), es un judoka francés, que se inició desde 1990 hasta 1999 en el equipo francés de INSEP junto a David Douillet y Larbi Benboudaoud. Este equipo estaba dirigido bajo la dirección de René Rambier de la FFJDA. Fue campeón en el Campeonato Europeo de Judo en 1997 en Bélgica en la categoría de 86 kg. A nivel local compitió con su compatriota Djamel Bourras, que en el campeonato de Francia obtuvo la medalla de Bronce. Actualmente es propietario de tres casas en Marruecos que lo compró en 2009, en ciudades como Casablanca, Rabat y Marrakech, donde en estas propiedades ha construido campos deportivos para hacer la invitación aquellas personas que estarían interesadas en realizar alguna disciplina deportiva sin importar condiciones sociales. El deportista tiene proyectado para ampliar la infraestructura de sus propiedades como la restauración, tiendas de ventas, internet y entre otros.

## Clubes
- CSM Clamart: 1977 à 1985
- SCM Chatillon: 1985 à 2004
- JC Longjumeau: 1991 à 1994
- Racing Club de France: 1994 - 1995
- Paris judo: 1995 à 1999

## Palmarés

### 1998
- 2 Championnat d'Europe par équipe de Nation (France)
- 3 Tournoi de Paris (France), -81 kg
- 1 Tournoi de Varsovie (Pologne), - 81 kg
- 2 Tournoi de Múnich (Allemagne), -86 kg
- 7 Championnat d'Europe (Oviedo, Espagne), - 81 kg
- 2 au championnat de France 1 Division, - 81 kg

### 1997
- 2 Champion d'Europe par équipe club de (PSG)
- 5 Championnat d'Europe (Oostend, Belgique), - 86 kg
- 2 Tournoi de Múnich (Allemagne), -86 kg
- 1 Jeux de la Francophonie (Madagascar), - 86 kg[1]
- 2 Jeux Méditerranéens (Bari, Italie), - 86 kg[2]
- 5 Tournoi de Rome (Italie), - 86 kg
- 3 Tournoi de Leonding (Autriche), - 86 kg
- 2  au championnats de France 1 Division, - 86 kg

### 1996
- 2 Champion d'Europe par équipe de club (PSG Judo)[3]
- 1 Tournoi de Basel (Suisse), - 86 kg
- 2 Tournoi de Birmingham (Angleterre), - 86 kg
- 1 Tournoi de Vizé (Belgique), -86 kg
- 2 Championnats de France 1 Division, - 86 kg

### 1995
- 1 Tournoi de Birmingham (Angleterre), - 86 kg
- 1 Tournoi de Vizé (Belgique), -86 kg